# Petri Bryk

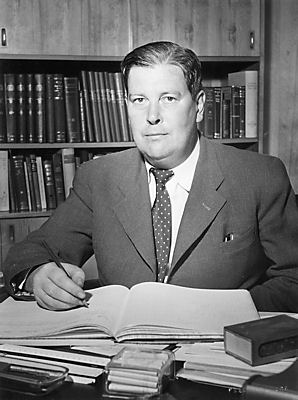
Petri Bryk.

Petri Baldur Bryk, född 13 december 1913 i Sordavala, död 25 juli 1977 i Helsingfors, var en finländsk ingenjör och industriman. Han var son till Felix Bryk och bror till Rut Bryk.
Bryk blev student 1932 och diplomingenjör 1938. Han anställdes vid Outokumpu Oy 1937, var avdelningschef vid fabriken i Björneborg 1938–1951, blev chefsmetallurg 1952 och var verkställande direktör 1953–1972. Han var en internationellt erkänd forskare på sitt område och gjorde flera betydelsefulla metallurgiska uppfinningar, bland annat den så kallade autogena smältmetoden för smältning av koppar. Finländsk gruvindustris kraftiga expansion på 1950- och 1960-talet skedde till stor del på initiativ av Bryk, som även ledde sitt företag in på världsmarknaden. Han tilldelades bergsråds titel 1957 samt blev filosofie hedersdoktor 1963 och teknologie dito 1965. Han invaldes som ledamot av Kungliga Ingenjörsvetenskapsakademien i Stockholm 1959.